# H. Jeff Kimble
Pour les articles homonymes, voir Kimble.
H. Jeff Kimble, né le 23 avril 1949 à Floydada (Texas) et mort le 2 septembre 2024, est un physicien américain, directeur du laboratoire d'optique quantique du California Institute of Technology (Caltech).